# (31811) 1999 NA41
1999 NA41 (asteroide 31811) é um asteroide da cintura principal. Possui uma excentricidade de 0.03504240 e uma inclinação de 9.61234º.
Este asteroide foi descoberto no dia 14 de julho de 1999 por LINEAR em Socorro.